# Karel Mejta
Karel Mejta (født 18. juni 1928 i Třeboň, død 6. november 2015 i České Budějovice) var en tjekkoslovakisk roer og olympisk guldvinder.

## Rokarriere
Mejta begyndte at ro på en sø i sin fødeby under anden verdenskrig, og ved OL 1952 i Helsinki stillede han op i den tjekkoslovakiske firer med styrmand sammen med Jiří Havlis, Jan Jindra, Stanislav Lusk og styrmand Miroslav Koranda. Tjekkoslovakerne vandt deres indledende heat og deres semifinale, og i finalen sikrede de sig guldet med tre sekunders forspring til Schweiz, mens USA fik bronze.
Med samme besætning vandt Tjekkoslovakiet EM-guldmedalje i 1953 og bronzemedalje (denne gang med en anden styrmand) i 1954.

## Familie
Hans bror, Miroslav, roede også, og senere tog hans søn, Karel Mejta, ligeledes denne sport op og kom som sin far i verdenseliten.

## OL-medaljer
- 1952:  Guld i firer med styrmand